# Nuevo Jalapa, Palenque
Nuevo Jalapa är en ort i Mexiko.   Den ligger i kommunen Palenque och delstaten Chiapas, i den sydöstra delen av landet, 800 km öster om huvudstaden Mexico City. Nuevo Jalapa ligger 43 meter över havet och antalet invånare är 108.
Terrängen runt Nuevo Jalapa är platt norrut, men söderut är den kuperad. Runt Nuevo Jalapa är det ganska glesbefolkat, med 34 invånare per kvadratkilometer. Närmaste större samhälle är Palenque, 12,0 km väster om Nuevo Jalapa. Omgivningarna runt Nuevo Jalapa är en mosaik av jordbruksmark och naturlig växtlighet.